# Chiesa di San Giovanni Evangelista (Buenos Aires)
La chiesa di San Giovanni Evangelista (in spagnolo: Parroquia San Juan Evangelista) è un edificio di culto cattolico situato nel quartiere de La Boca a Buenos Aires, in Argentina.

## Storia
A partire dalla seconda metà del XIX secolo La Boca iniziò ad espandersi grazie all'arrivo di migliaia di emigranti italiani, principalmente liguri, che andavano ad affollare le piccole abitazioni malsane e i numerosissimi conventillos del quartiere. Nel 1858, su calle Montes de Oca, fu eretta una piccola cappella in legno dedicata a Santa Lucia, ciononostante sarà soltanto dieci anni dopo che, sui terreni dell'attuale chiesa, donati da Don Diego Britain, verrà collocata la prima pietra dell'edificio. A causa tuttavia di molteplici fattori, come l'epidemia di febbre gialla del 1871 e la carenza di fondi, la chiesa non fu mai costruita, lasciando così La Boca priva di un proprio luogo di culto.
Nel 1872 l'arcivescovo di Buenos Aires León Federico Aneiros istituì la parrocchia di San Giovanni Battista. La gestione della parrocchia fu affidata ai Salesiani, al fine di venire incontro ai tantissimi immigrati presenti nel quartiere. Grazie agli sforzi della Congregazione Salesiana, che aveva coinvolto illustri personaggi della politica argentina come l'ex-presidente Bartolomé Mitre e quello in carica Domingo Faustino Sarmiento, il progetto per la costruzione della chiesa riprese attivamente il suo iter. L'11 marzo 1883, alla presenza del Presidente Julio Argentino Roca, fu posta la prima pietra dell'edificio che fu solennemente inaugurato il 17 luglio di tre anni dopo.
L'11 ottobre 1951 parte della navata crollò mentre era in corso la messa domenicale. Si registrarono 11 morti e una ventina di feriti. Due anni dopo il tempio fu restaurato e riaperto al pubblico. Nel 2000 la chiesa fu temporaneamente chiusa a causa dell'instabilità della cupola.

## Descrizione
La chiesa presenta una pianta a croce latina con cupola mentre l'interno è costituito da un'unica navata centrale. All'interno sono presenti alcuni altari, come quello della Madonna della Guardia o della Madonna del Suffragio, che attestano la presenza ligure in questa chiesa.